# 모닝구무스메'14 커플링 컬렉션 2
모닝구무스메'14 커플링 컬렉션 2(モーニング娘。’14 カップリングコレクション2, Morning Musume'14 Coupling Collection 2)는 2014년 3월 12일에 발매된 모닝구무스메'14의 두 번째 커플링 베스트 앨범(6번째 베스트 앨범)이다.

## 수록곡

### DISC1
1. 愛して 愛して 後一分
2. 泣き出すかもしれないよ
3. 友 (とも)
4. くら寿司 ビッくらポン!
  - 무텐무스메 명의의 곡
5. 愛され過ぎることはないのよ
6. もっと愛してほしいの
7. やめてよ! シンドバッド
8. 彼と一緒にお店がしたい!
9. 自信持って 夢を持って 飛び立つから
  - 노래 : 다카하시 아이
10. 悲しき恋のメロディー
11. 私がいて 君がいる
12. 笑顔に涙〜THANK YOU! DEAR MY FRIENDS〜
  - 노래 : 니이가키 리사
13. 私の時代!
  - 노래 : 모닝구무스메 록키즈 (미치시게 사유미, 다나카 레이나)
14. アイサレタイノニ...
  - 노래 : 모닝구무스메 Q기 (후쿠무라 미즈키, 이쿠타 에리나, 사야시 리호, 스즈키 카논)
15. 青春ど真ん中
  - 노래 : 모닝구무스메 텐키구미 (이이쿠보 하루나, 이시다 아유미, 사토 마사키, 쿠도 하루카)

### DISC2
1. Loveイノベーション
2. 普通の少女A
  - 노래 : 다나카 레이나, 사토 마사키, 쿠도 하루카
3. 大好き100万点
  - 노래 : 후쿠무라 미즈키, 이시다 아유미
4. 信念だけは貫き通せ!
  - 노래 : 미치시게 사유미, 이쿠타 에리나, 사야시 리호, 스즈키 카논, 이이쿠보 하루나
5. Happy大作戦
6. 哀愁ロマンティック
  - 노래 : 미치시게 사유미, 후쿠무라 미즈키
7. 私のでっかい花
  - 노래 : 다나카 레이나, 이이쿠보 하루나, 이시다 아유미
8. なには友あれ!
  - 노래 : 이쿠타 에리나, 스즈키 카논, 사토 마사키, 쿠도 하루카
9. 大好きだから絶対に許さない
  - 노래 : 사야시 리호, 오다 사쿠라
10. A B C D E-cha E-cha したい
11. トキメクトキメケ
  - 노래 : 미치시게 사유미, 후쿠무라 미즈키, 이쿠타 에리나, 이이쿠보 하루나, 이시다 아유미
12. いつもとおんなじ制服で
  - 노래 : 사야시 리호, 스즈키 카논, 사토 마사키, 쿠도 하루카, 오다 사쿠라
13. Rockの定義
  - 노래 : 다나카 레이나
14. 負ける気しない 今夜の勝負
15. 坊や
  - 노래 : 미치시게 사유미, 후쿠무라 미즈키, 이이쿠보 하루나, 사토 마사키, 쿠도 하루카
16. ふんわり恋人一年生
  - 노래 : 이쿠타 에리나, 사야시 리호, 스즈키 카논, 이시다 아유미, 오다 사쿠라

### 초회한정반 특전 DVD
1. 愛して 愛して 後一分 / 모닝구무스메
  - from 모닝구무스메 콘서트 투어 2010 봄 ~피카피카!~
2. 泣き出すかもしれないよ / 모닝구무스메
  - from 모닝구무스메 콘서트 투어 2010 가을 ~라이벌 서바이벌~
3. 友 (とも) / 모닝구무스메
  - from 모닝구무스메 콘서트 투어 2010 가을 ~라이벌 서바이벌~
4. 愛され過ぎることはないのよ / 모닝구무스메
  - from 모닝구무스메 콘서트 투어 2010 가을 ~라이벌 서바이벌~
5. もっと愛してほしいの / 모닝구무스메
  - from 모닝구무스메 콘서트 투어 2011 봄 신창세기 판타지 DX ~9기 멤버를 맞이하며~
6. やめてよ! シンドバッド / 모닝구무스메
  - from 모닝구무스메 콘서트 투어 2011 가을 사랑 BELIEVE ~다카하시 아이 졸업기념 스페셜~
7. 彼と一緒にお店がしたい! / 모닝구무스메
  - from 모닝구무스메 콘서트 투어 2012 봄 ~울트라 스마트~ 니이가키 리사 · 미츠이 아이카 졸업 스페셜
8. 自信持って 夢を持って 飛び立つから / 다카하시 아이 (모닝구무스메)
  - from 모닝구무스메 콘서트 투어 2011 가을 사랑 BELIEVE ~다카하시 아이 졸업기념 스페셜~
9. 悲しき恋のメロディー / 모닝구무스메
  - from 모닝구무스메 콘서트 투어 2012 봄 ~울트라 스마트~ 니이가키 리사 · 미츠이 아이카 졸업 스페셜
10. 笑顔に涙〜THANK YOU! DEAR MY FRIENDS〜 / 니이가키 리사 (모닝구무스메)
  - from 모닝구무스메 콘서트 투어 2012 봄 ~울트라 스마트~ 니이가키 리사 · 미츠이 아이카 졸업 스페셜
11. 私の時代! / 모닝구무스메 록키즈
  - from 모닝구무스메 탄생 15주년 기념 콘서트 투어 2012 가을 ~컬러풀 캐릭터~
12. アイサレタイノニ... / 모닝구무스메 Q기
  - from 모닝구무스메 탄생 15주년 기념 콘서트 투어 2012 가을 ~컬러풀 캐릭터~
13. 青春ど真ん中 / 모닝구무스메 텐키구미
  - from 모닝구무스메 탄생 15주년 기념 콘서트 투어 2012 가을 ~컬러풀 캐릭터~
14. 信念だけは貫き通せ! / 미치시게 사유미, 이쿠타 에리나, 사야시 리호, 스즈키 카논, 이이쿠보 하루나
  - from 모닝구무스메 탄생 15주년 기념 콘서트 투어 2012 가을 ~컬러풀 캐릭터~
15. Happy大作戦 / 모닝구무스메
  - from 모닝구무스메 콘서트 투어 2013 봄 미치시게☆일레븐 SOUL ~다나카 레이나 졸업기념일~ in 일본 무도관
16. 哀愁ロマンティック / 미치시게 사유미, 후쿠무라 미즈키
  - from 모닝구무스메 콘서트 투어 2013 봄 미치시게☆일레븐 SOUL ~다나카 레이나 졸업기념일~ in 일본 무도관
17. A B C D E-cha E-chaしたい / 모닝구무스메
  - from 나루치카 2013 겨울 모닝구무스메
18. トキメクトキメケ / 미치시게 사유미, 후쿠무라 미즈키, 이쿠타 에리나, 이이쿠보 하루나, 이시다 아유미
  - from 모닝구무스메 콘서트 투어 2013 봄 미치시게☆일레븐 SOUL ~다나카 레이나 졸업기념일~ in 일본 무도관
19. Rockの定義 / 다나카 레이나 (모닝구무스메)
  - from 모닝구무스메 콘서트 투어 2013 봄 미치시게☆일레븐 SOUL ~다나카 레이나 졸업기념일~ in 일본 무도관
20. 負ける気しない 今夜の勝負 / 모닝구무스메
  - from 나루치카 2013 겨울 모닝구무스메
21. 자켓 촬영 메이킹 & 인터뷰 영상

## 차트 및 판매량
- 주간최고순위 15위 (오리콘 차트)